# Lobaye
 Ikke at forveksle med Lobayefloden.
Lobaye [lo.bɛ] er en af de 20 præfekturer i Den Centralafrikanske Republik. Dens hovedstad er  byen Mbaïki. Folketallet blev i  2024 anslået til 361.289 indbyggere.

## Beliggenhed
Præfekturet ligger i den sydlige del af landet og grænser op til Republikken Congo og Demokratiske Republik Congo. Det grænser op til præfekturerne Mambéré-Kadéï mod nordvest, Sangha-Mbaéré mod vest og Ombella-M'Poko mod nordøst. Den har navn efter Lobayefloden.

## Forskelligt
Udover Mbaïki omfatter også byerne Boda i nord og Mongoumba ved Ubangifloden.
De fleste af indbyggerne er kaffebønder. De fleste landmænd er ekstremt fattige; de fleste børn går ikke på universitetet, og mange dør på grund af manglende lægehjælp.
Den vietnamesiske kejser Duy Tân døde  i et flystyrtden 26. december 1945 i området. David Dacko, den første og tredje præsident for Den Centralafrikanske Republik fra 1960-1965 og 1979-1981, var fra Lobaye.